# انقلاب 1966 في فولتا العليا
في 3 يناير 1966، تدخل الجيش ضد حكومة جمهورية فولتا العليا (بوركينا فاسو حاليا) في أعقاب الاضطرابات الشعبية، وأُجبر الرئيس موريس ياميوغو على الاستقالة، وحل محله المقدم سانغولي لاميزانا. استمر لاميزانا في الحكم حتى عام 1980، عندما أطاح به انقلاب عسكري آخر.

## خلفية
فولتا العليا الفرنسية، هي مستعمرة فرنسية صغيرة غير ساحلية وفقيرة، تم إنهاء استعمارها في عام 1960. أنشأ موريس ياميوغو، الحليف الوثيق للرئيس الإيفواري فيليكس أوفوي بوانيي، ديكتاتورية الحزب الواحد، مما جعل حزبه الاتحاد الديمقراطي الفولتي هو الحزب السياسي القانوني الوحيد في البلاد. أما أحزاب المعارضة مثل حزب التجمع الأفريقي، فإما اندمجت معه أو تم حلها.
واجهت حكومة ياميوغو اتهامات بالاستعمار الجديد، لأنها متحالفة بشكل وثيق مع الحكومة الفرنسية. في الأصل كان يفضل سياسة الوحدة الأفريقية، لصالح اتحاد غرب إفريقيا، وفي النهاية تخلى عن هذه السياسات لصالح مناهضة الفيدرالية في فرنسا وصديقه أوفوي بوانيي. انضم إلى مجلس الوفاق مع بعض القادة المؤيدين لفرنسا. بالإضافة إلى ذلك، دعم ياميوغو إسرائيل عن كثب، وأصبح أول زعيم أفريقي يزورها، وعارض بشدة جمهورية مصر العربية وجمال عبد الناصر.
تراجعت شعبية الرئيس بسبب سياساته وحالة إدارته الفاسدة. في عام 1964، قيدت الحكومة بشدة حق العمال في تنظيم الإضرابات العمالية وحظرت عليها، مما جعل النقابات العمالية القوية أعداء لها. في الانتخابات الرئاسية في العام التالي، تم إعادة انتخاب ياميوغو، مع افتراض تأييد 100٪ و 98.4٪ إقبال. بعد أن تزوج من ملكة جمال سابقة تبلغ من العمر 22 عامًا بعد أسابيع قليلة من انتخابات أكتوبر، تلقى ترحيبًا في واغادوغو بعد عودته من شهر العسل في 6 نوفمبر. وشهدت الانتخابات البرلمانية في اليوم التالي رسميًا تأييدًا بنسبة 100٪ وإقبال 97.4٪ لصالح الاتحاد الديمقراطي الفولتي، ولكن في الواقع حدث امتناع جماعي عن التصويت احتجاجًا على الرئيس وحزبه. حدثت مقاطعة كبيرة أخرى خلال الانتخابات البلدية التالية في 5 ديسمبر.

## تفاصيل الانقلاب
في 30 ديسمبر، في أعقاب الاضطرابات الاقتصادية المتزايدة، أعلنت الحكومة عن ميزانية تقشفية جديدة، وخفضت بشكل كبير رواتب موظفي القطاع العام ورفعت الضرائب. في اليوم التالي، استخدم دينيس ياميوغو، وزير الداخلية والأمن، والأخ غير الشقيق للرئيس، القوة لتفريق اجتماع لقيادة العمل الوطنية. ونتيجة لذلك، تمت الدعوة إلى إضراب عام.
في 1 يناير 1966 أعلن الرئيس ياميوغو حالة الطوارئ في البلاد. في 2 يناير نشر قوات في جميع المباني العامة، وحذر موظفي الحكومة من المشاركة في الإضراب العام. أخيرًا، في 3 يناير، بدأ الإضراب العام. اقتحمت مجموعات كبيرة من العمال المتظاهرين مقر الحزب الحاكم ومجلس الأمة. جاءت حالة الطوارئ وانتشار القوات بنتائج عكسية على الحكومة، فقد رفض الجنود العاديون إطلاق النار على المتظاهرين.
أخيرا، تدخلت القيادة العسكرية. واستولى المقدم سانغولي لاميزانا، رئيس الأركان، على السلطة. أُجبر الرئيس موريس ياموغو على الاستقالة، وسُجن لاحقًا. في اليوم التالي، تم تشكيل حكومة عسكرية جديدة نالت دعم النقابات العمالية التي أنهت الإضراب العام. علّق الدستور وحلّ المجلس الوطني. تم تشكيل حكومة جديدة من سبعة مسؤولين عسكريين وأربعة مدنيين، المجلس الأعلى للقوات المسلحة، برئاسة لاميزانا. كما تم تشكيل لجنة استشارية من 46 عضوًا يمثلون الجيش والأحزاب السياسية والنقابات والزعماء الدينيين والسلطات التقليدية.

## بعد الانقلاب
في الأسابيع والأشهر التي أعقبت الانقلاب، واصل النظام العسكري الجديد إلى حد كبير سياسات النظام المدني السابق. وبينما ستتجه البلاد ديبلوماسياً نحو الدول العربية مثل مصر والجزائر والسعودية، وبعيداً عن إسرائيل، فإن هذا لا يشير إلى قطيعة في العلاقات مع الغرب، أو أن للحكومة طابع طائفي. بينما كان ياموغو كاثوليكيًا ولاميزانا مسلما، كان العديد من المتآمرين العسكريين كاثوليكيين أيضًا. بعد شهر من الانقلاب، في 1 فبراير، زار لاميزانا الرئيس أوفوي بوانيي في أبيدجان، وفي 17 فبراير أعلن المجلس العسكري عن ميزانية تقشف مشابهة جدًا لميزانية الحكومة السابقة. بعد نصف عام في 21 سبتمبر تم حظر جميع الأنشطة السياسية في البلاد.
وظل الرئيس السابق موريس ياموغو مسجونًا بعد الانقلاب. حاول ابنه هيرمان ياموغو دون جدوى إطلاق سراحه وإعادته إلى منصب الرئاسة، حيث حُكم عليه بالسجن سبع سنوات. في 8 مايو 1969، حُكم على ياميوغو بخمس سنوات من الأعمال الشاقة والنفي. ومع ذلك ، تم إطلاق سراحه في 5 أغسطس 1970. وقد كان أثناء وجوده في السجن، قد حاول الانتحار دون جدوى.
حددت الحكومة العسكرية الجديدة عام 1970 كموعد نهائي للعودة إلى الحكم المدني. العقيد سانغولي لاميزانا، الذي أصبح فيما بعد ال
لواء، سيبقى بدلاً من ذلك رئيسًا لمدة أربعة عشر عامًا، حتى أطاح به العقيد ساي زربو في 25 نوفمبر 1980.